# Giuseppe Falsone
Giuseppe Falsone (Campobello di Licata, 28 agosto 1970) è un mafioso italiano membro di Cosa nostra.
Considerato uno dei capi di Cosa nostra nella Provincia di Agrigento, assieme a Gerlandino Messina, era nell'elenco dei trenta latitanti più pericolosi d'Italia del Ministero dell'Interno dal gennaio 1999, fino all'arresto avvenuto a Marsiglia il 25 giugno 2010.

## Biografia
Giuseppe Falsone, detto «Ling Ling», è nato a Campobello di Licata (AG). 
Il 24 giugno 1991 Vincenzo Falsone e il figlio Angelo, fratello maggiore di Giuseppe, furono uccisi dalla Stidda durante una guerra con le famiglie di Cosa nostra. Giuseppe prese il controllo della famiglia mafiosa quando non aveva ancora 21 anni. Per rappresaglia Falsone uccise Salvatore Ingaglio, responsabile dell'assassinio del padre e del fratello. Per questo omicidio, nel 2004 è stato condannato, in contumacia, all'ergastolo.
Falsone era latitante dal gennaio 1999, ricercato per associazione mafiosa, omicidio e narcotraffico.
In un incontro tra le famiglie mafiose di Agrigento il 14 luglio 2002 a Santa Margherita di Belice si pensa che i capi mafiosi abbiano nominato un nuovo capo provincia dopo l'arresto di Calogero Di Caro, il capo da Canicattì. Il capo dei capi Bernardo Provenzano appoggiò Falsone, mentre il suo rivale Maurizio Di Gati fu appoggiato da Nino Giuffrè. La polizia interruppe l'incontro. Di Gati riuscì a scappare prima dell'irruzione ma non divenne capo provincia a causa dell'arresto di Giuffrè e dell'opposizione di Provenzano. Cesare Lombardozzi, capo della mafia di Agrigento, presumibilmente facilitò il passaggio.
I principali interessi criminali di Falsone sono le estorsioni ed i contratti nei lavori pubblici. Nel luglio 2004 beni del valore di 2 milioni di euro sono stati confiscati dalla polizia, tra cui beni immobiliari, 100 ettari di terreni agricoli, un'industria vinicola e delle compagnie di trasporto. La madre, la sorella ed il fratello di Falsone sono stati arrestati.
Inoltre Falsone avrebbe tentato di guadagnare sui supermercati dell'imprenditore mafioso Giuseppe Grigoli, imponendo il pizzo nei suoi supermercati. Tuttavia il latitante Matteo Messina Denaro avrebbe stroncato le estorsioni al supermercato da parte di Falsone per mezzo di Bernardo Provenzano, minacciando una guerra di mafia qualora il boss di Campobello di Licata non avesse smesso di estorcere a Grigoli, infatti secondo il pentito Maurizio Di Gati: "Messina Denaro e Grigoli sono la stessa persona".
Diverse le operazioni di polizia, tra cui le importanti operazioni «Cocktail» ed «Akragas», hanno visto Falsone destinatario di provvedimenti di cattura.
Nei pizzini di Bernardo Provenzano Falsone è indicato con il numero 28. Nella perquisizione covo di «Montagna dei Cavalli», dove si nascondeva Provenzano, furono trovate delle lettere che, per stile e contenuto, sono state attribuite a Falsone.
È stato arrestato dalla gendarmeria francese a Marsiglia il 25 giugno 2010, concludendo una latitanza che era durata per undici anni. Giuseppe Falsone si era sottoposto ad un intervento chirurgico per modificare i lineamenti del viso e, dal suo arresto, ha dichiarato di essere il signor Giuseppe Sanfilippo Frittola, "vittima di un clamoroso errore di persona".
Il sostituto procuratore della DDA di Palermo Fernando Asaro ha dichiarato: «Al momento dell'arresto Falsone era un capo in piena attività»; è considerato l'attuale reggente di cosa nostra della provincia di Agrigento, nonché capo della famiglia mafiosa di Campobello di Licata.
L'11 agosto 2010 è stato consegnato alle autorità italiane che ne avevano chiesto l'estradizione. Falsone era detenuto nel carcere di Aix-en-Provence ed è stato trasferito al carcere di Ventimiglia.
I magistrati di Palermo hanno chiesto per lui l'applicazione del 41 bis.